# Phil Handford
Philip Michael Handford (sinh ngày 18 tháng 7 năm 1964) là một cựu cầu thủ bóng đá người Anh. Ông bắt đầu sự nghiệp cùng với Gillingham, và các câu lạc bộ sau đó gồm Wimbledon, Crewe Alexandra và Maidstone United.
Vào mùa hè năm 1985, ông thi đấu ở Phần Lan cho Koparit.